# تاهیتی (گروه)
تاهیتی (کره‌ای: 타히티) یک گروه دختر چهار نفره کره جنوبی بود که در سال ۲۰۱۲ تشکیل شد. این گروه در ۲۳ ژوئیه ۲۰۱۲ با تک آهنگ "Tonight" شروع به کار کرد. نام باشگاه هواداران آنها "مروارید سیاه" است. در ۲۵ ژوئیه ۲۰۱۸ اعلام شد که تاهیتی منحل شده‌است.

## اعضا
- میسو (미소)
- Minjae (민재)
- جری (제리)
- جونگبین (정빈)
- ای جی (이제이)
- کیزی (키지)
- آری (아리)
- Yeeun (예은)
- جین (진)
- جیسو (지수)